# Герб Лужниковского сельского поселения
Герб муниципального образования  Лужнико́вское се́льское поселе́ние Вышневолоцкого района Тверской области Российской Федерации — опознавательно-правовой знак, служащий официальным символом муниципального образования.
Герб утверждён Решением Совета депутатов Лужниковского сельского поселения № 41 от 6 октября 2006 года.
Герб внесён в Государственный геральдический регистр Российской Федерации под регистрационным номером 2781.

## Описание герба
«В червлёном, мурованном серебром, поле два волнистых серебряных столба. Щит увенчан муниципальной короной установленного образца».

## Обоснование символики
Червлёный мурованный щит и две серебряные волнистые вертикальные полосы — символизируют две реки, протекающие по территории сельского поселения.
Мурованный червлёный щит с двумя волнистыми полосами является частью герба М. И. Сердюкова, высочайше ему пожалованный императрицей Елизаветой Петровной в 1745 г., и свидетельствует о том, что строитель вышневолоцкой водной системы похоронен в деревне Градолюбля на территории Лужниковского сельского поселения.